# Phalloniscus macrophthalmus
Phalloniscus macrophthalmus är en kräftdjursart som först beskrevs av Lemos de Castro 1961.  Phalloniscus macrophthalmus ingår i släktet Phalloniscus och familjen Dubioniscidae. Inga underarter finns listade i Catalogue of Life.